# 傾國怨伶
《傾國怨伶》是臺灣漫畫家游素蘭的少女漫畫作品，為《古鏡奇譚》系列第一部，續作為《火王》。自1990年開始連載於臺灣華尙文化旗下的《周末漫畫》雜誌，次年由華尙集結成單行本出版，單行本全3冊；同年授權香港由歡樂出版有限公司發行。1991年由大然文化發行完整單行本全4冊。

## 故事大綱
在美國紐約長大的臺裔少女蔚詠倩是考古學家之女，她父親的好友──美國記者勞勃特在中國大陸採訪時發現一座名為「唐靈陵」的唐朝軼史公主陵，引起詠倩父親的興趣。他立刻帶詠倩與爵文前往查探。地宮入口石碑上書「愛女 大唐定國廣玉公主李盈之墓 唐高宗」，他們還在地宮內發現李盈的畫像，竟然同詠倩夢中的神祕古裝少女一模一樣。
詠倩一行人將石棺同碑文帶回美國研究。據碑文記載，李盈是唐高宗和武則天之女，生前居住在離宮「寒伶殿」。她懷有特異功能，可飛天，可在水面來去自如，可以令花在空中飛舞，甚至穿牆越壁，但年僅16歲就死去。而她的遺體竟然完好無損，完美得令人驚悚。當晚，李盈的遺體不翼而飛，兩名做研究的工作人員死於非命，無法預知的危險正一步步逼近詠倩……

## 創作
《傾國怨伶》的構思時間最早可追溯到游素蘭的國中時代，在當時沒有網路的環境中，尋找資料是一大挑戰。作者只能慢慢找書同時依靠自己的想像力。作者參照古埃及法老圖坦卡門陵墓，設計出規模既深且廣的李盈之墓「唐靈陵」，為此還被編輯訓斥「墳墓怎會大到能在裡面飛來飛去？」。多年後的一座中國公主墓出土，竟與她的設想不謀而合，「冤屈」才得平反。故事跨越三段時空，是「將奇想編織於史實的中式奇幻」。其中的遠古七神—分別司掌乾坤光闇、雷、火、風、水、山、澤—的設計源於八卦，最初並未設置性別，因擔心中性角色不符合讀者胃口，在編輯建議下，作者才為七神設定了「陰陽」之分。主角李盈的穿牆能力是考慮自她的前世水神嫿琤之「水」的特性。嫿琤與她的後兩世——唐朝公主李盈及現代的华裔美國少女蔚詠倩，都分別愛上過不同的人。這種「不從一而終」的安排挑戰了少女漫畫的既定規範同意識形態，在當時造成衝擊。加上《傾》之續篇《火王》中仲天與奉劍的男男戀情，傳達出作者認為愛情應有自由平等的想法。而故事的架構已經超越一般少女漫畫「總在談情說愛」的固有模式，作者追尋更加宏大的題材。卻因太過天馬行空的想像，在創作初期還瀰漫着漫畫審查戒嚴氛圍的年代蒙受批評。

## 登場角色
蔚詠倩
在紐約長大的华裔少女，16歲，父親蔚博士是考古學家。唐朝公主李盈的轉世。
李盈
唐朝定國廣玉公主，虛構的唐高宗和武則天之女。她本是遠古水神嫿琤的轉世，蔚詠倩的前世。因含恨而亡，於現代復活後轉為妖邪。「李盈」一名出自漢朝《古詩十九首之二·靑靑河畔草》中的「盈盈樓上女，皎皎當牕牗」。
嫿琤
遠古司水之神，其名意為「寧靜的水音」。七神之中唯一的女神，李盈與蔚詠倩的前世。遠古時喜愛創世之神尙軒，但對尙軒和雷神昊玥的情感糾結，祈願自身可以一分為二。因而唐時的李盈愛上昊玥，今世的詠倩則迷戀尙軒。
昊玥
司雷之神，其名意為「天地神珠」。唐朝時轉世為火神仲天的徒弟，長大後入宮擔任李盈的貼身侍衞，封號「持劍將軍」（但實際使用的武器是仲天打造的雙斧），並與她相戀。後為救李盈被太子設計殺害，武后憐其情將之與李盈合葬「唐靈陵」。因詠倩等人對公主陵的考古發掘而復活。
尙軒
創世之神，掌控光闇之力兼宇宙轉輪，深愛嫿琤，也是七神的統領和維繫。最後在「古鏡」系列第二部《火王》中逝去，歸化萬物。據作者所說，尙軒的原型人物是她年少時鄰居家的一位大哥哥。
爵文
隔代混血兒，詠倩的靑梅竹馬，喜愛詠倩，個性吵鬧開朗。
勞勃特
美國記者，詠倩父親學生時代的好友，在中國大陸採訪時發現李盈之墓「唐靈陵」。

## 出版書籍
自1989年在《周末漫畫》雜誌連載後，次年由華尙文化集結成單行本出版，單行本全3冊。1991年由大然文化發行全四冊單行本。2001年由狂龍國際發行新版，稱作「經典珍藏版」，單行本全五冊。2012年麥田出版發行盒裝套書「傾國怨伶經典愛藏版」，全五冊附加一本新繪製的番外篇。上述四個版本的封面均不相同。
- 原始版（全3冊）

| 冊 | 標題      | 華尚文化      | 華尚文化 |
| 冊 | 標題      | 發售日期      | ISBN     |
| -- | --------- | ------------- | -------- |
| 1  | 傾國怨伶1 | 1990年3月1日  | –        |
| 2  | 傾國怨伶2 | 1990年6月1日  | –        |
| 3  | 傾國怨伶3 | 1990年11月1日 | –        |

- 單行本（全4冊）

| 冊 | 標題      | 大然文化       | 大然文化           |
| 冊 | 標題      | 發售日期       | ISBN               |
| -- | --------- | -------------- | ------------------ |
| 1  | 傾國怨伶1 | 1991年9月25日  | ISBN 957-25-0910-1 |
| 2  | 傾國怨伶2 | 1991年10月5日  | ISBN 957-25-0911-X |
| 3  | 傾國怨伶3 | 1991年10月15日 | ISBN 957-25-0912-8 |
| 4  | 傾國怨伶4 | 1991年7月25日  | ISBN 957-25-0913-6 |

- 經典珍藏版（全5冊）

| 冊 | 標題      | 章節 | 狂龍國際     | 狂龍國際           |
| 冊 | 標題      | 章節 | 發售日期     | ISBN               |
| -- | --------- | --- | ------------ | ------------------ |
| 1  | 傾國怨伶1 | 公主陵之章： 闇之地宮·軼史的公主陵 月之影·妍婉擎起的靑蓮 邪魅逆襲·暗夜驚魂 先知尙軒·前世與今生 疑惑·追逐與重疊           | 2001年1月1日 | ISBN 957-0498-15-3 |
| 2  | 傾國怨伶2 | 夢迴之章： 輕歎·隔牆之魈 泣之靑蓮·幻境裡的憧憬 地宮·公主陵的秘密 舞花·記憶中的風景 持劍將軍·遙遠的呼喚 外傳·為君前驅     | 2001年2月1日 | ISBN 957-0498-16-1 |
| 3  | 傾國怨伶3 | 轉生之章： 天地怒吼·宿命的軌道 糾結·前世與今生 唐宮旖旎·情起 持劍將軍·寒伶夢境 神斧微揚·宮牆內的迷惑 外傳·回首蕭瑟處     | 2001年3月1日 | ISBN 957-0498-17-X |
| 4  | 傾國怨伶4 | 生死戀之章： 情·染紅款款悸動的情 愛與死·隔世之恨 命運的佇候·死別重逢 昔日·神祇的千億日夜 凋殘的夢·女神嫿琤 外傳·兩小無猜 | 2001年4月1日 | ISBN 957-0498-18-8 |
| 5  | 傾國怨伶5 | 終之章： 風中之塵·幻化的愛與恨 話羽韻·訴蒼茫 朝潮朝落·傾心伶 長漲長消·嫿琤怨 終章·阡陌穹蒼 外傳·硃砂恨 外傳·華之夢       | 2001年5月1日 | ISBN 957-0498-19-6 |

- 經典愛藏版（全5冊）

| 冊 | 標題            | 麥田出版     | 麥田出版           |
| 冊 | 標題            | 發售日期     | ISBN               |
| -- | --------------- | ------------ | ------------------ |
| 1  | 傾國怨伶1       | 2012年3月8日 | ISBN 986-17-3727-8 |
| 2  | 傾國怨伶2       | 2012年3月8日 | ISBN 986-17-3728-6 |
| 3  | 傾國怨伶3       | 2012年3月8日 | ISBN 986-17-3729-4 |
| 4  | 傾國怨伶4       | 2012年3月8日 | ISBN 986-17-3730-8 |
| 5  | 傾國怨伶5       | 2012年3月8日 | ISBN 986-17-3731-6 |
| –  | 傾國怨伶 番外篇 | 2012年3月8日 | –                  |

香港出版
1990年開始由歡樂出版有限公司發行，因是由華尙文化授權，所以只發行了前三冊。封面大致沿襲華尙版風格，但更為簡約。
新加坡出版
大然文化正式授權在新加坡發行的簡體中文版本，由創藝出版社於1995年推出，全四冊，封面裝幀與大然版一致。
中國出版
- 版權不明

1. 出版社及發行時間不明，全四冊，內容及裝幀與大然文化版一致，封面正、簡體字混雜，應是盜版。
2. 瀋陽出版社：1994年發行，內容及封面裝幀與大然版一致，全四冊。
3. 遠方出版社：四拼一合訂本，全一冊，裝幀承襲大然版。

- 正式授權

北方婦女兒童出版社：2003年發行，由狂龍國際首次正式授權大陸中文簡體版，封面沿襲狂龍版，全五冊。
南韓出版
1. 靑鳥出版社（도서출판 파랑새）：1994年發行，譯名（傾國怨伶），譯自大然版，全四冊。封面裝幀風格大致沿襲大然版。
2. 首爾傳媒社（(주)서울미디어랜드）：2000年發行，譯名同上，譯自大然版，全四冊。封面裝幀風格與大然版不同。

越南出版
譯名（永恆之戀/無盡之戀），越南青年出版社於2007年發行，譯自狂龍國際版。該版本將游素蘭的三部漫畫合併，全20冊，即1–5冊為《傾國怨伶》（Khuynh Quốc Oán Linh），6–19冊為《火王》（Hỏa Vương），第20冊為《夏茵王外傳》（Hạ Nhân Vương）。

## 反響
《傾國怨伶》曾轟動一時，成為少女漫畫界最具創造性兼想像力的代表作，開啓臺灣原創少女漫畫市場，與「古鏡」系列第二部《火王》分別在臺灣創下每本七萬冊銷售量，在中國大陸被盜版三千萬冊的成績。1991年大然文化推出四冊單行本後，兩個月內就賣出十刷，使游素蘭成為臺灣史無前例的少女漫畫銷售天后。
這部漫畫被稱為「華人漫畫史上的奇蹟作品」，第1冊單行本的銷售就開出紅盤，第一刷幾千本上市不到一週就全部售罄。這種狀況令出版社同漫畫流通業者驚訝不已，亦震驚當時的本土書市。從那時起，書籍流通商開始認知到「原來漫畫也可以成為賺錢之道」。《傾國怨伶》的成功，令以前不願進貨漫畫書的正統書店也開始為漫畫開闢一個固定書架。所以，該書被認為是改變了臺灣漫畫史的關鍵作品。

發表於國立中興大學《博學》期刊上的《漫畫在通識教育中之運用：解讀游素蘭〈傾國怨伶〉、〈火王〉漫畫中的身體意象》一文作者在細緻分析這兩部作品後，認為：
| “ | 游素蘭的《傾國怨伶》及《火王》提供了對於生命探索的各項問題，包括宇宙創生模式有如何的重要性？神祇是什麼？人與命運、輪迴的關係如何於時間中運轉？如何能眞正覺醒？如何把握到自己的特質而作更有效的發揮？人、自然與宇宙間是如何的關係？從情愛的歡喜悲愁中如何完成自我生命的淬鍊？時間與空間只是如我們現在僅知的這個狀況在進行，或另有不同的發展方式？當把這些問題帶進通識的課程討論，這些都關乎每個人的存在，讓每個人去思考生命、思考所處的時間空間、思考那無限的可能性。在充滿各種奇幻的玄想，在看似虛幻的不切實際，所拉出的心靈向度，保留了想像運作的空間，就自身的存在，除了物質、知識、技術這個層次，還有什麼樣的未知可能性，因為宇宙太遼闊了，也許有太多可能，正以超乎我們常軌的方式在發生。那關連於心，也關連生命，或許是通向於宇宙的另種開啓方式，就如故事中所說，宇宙最大力量是生命的創造力，而心的想像與創造，是生命意動發展的關鍵。 | ” |

## 改編
電視劇
《傾國怨伶》的主要角色和部份故事情節經改編後嫁接到漫畫《火王》的同名改編電視劇中。該劇在豆瓣上以10為滿分的評級中獲得3.8分，評價負面。由於對故事情節和人物設定大幅改動，引起原著粉的不滿。有網友質疑該劇「除了幾個角色的名字，與原著漫畫有何關係？」此外，該劇在畫面特技和演員選角方面均遭詬病。
小說
《傾國怨伶》的小說改編版於1992年問世，由臺灣作家納蘭眞（本名柯翠芬）執筆。
| 冊 | 標題            | 原著   | 小說   | 大然文化      | 大然文化           |
| 冊 | 標題            | 原著   | 小說   | 發售日期      | ISBN               |
| -- | --------------- | ------ | ------ | ------------- | ------------------ |
| 1  | 小說傾國怨伶 上 | 游素蘭 | 納蘭眞 | 1992年11月1日 | ISBN 957-72-5187-0 |
| 2  | 小說傾國怨伶 下 | 游素蘭 | 納蘭眞 | 1993年5月1日  | ISBN 957-72-5188-9 |

## 軼事
演員劉詩詩對少女漫畫頗感興趣，2013年去臺灣宣傳電視劇《軒轅劍之天之痕》期間，於誠品書店打包游素蘭的《傾國怨伶》漫畫。

## 外部連結
- 《傾國怨伶 （页面存档备份，存于）》於上的主頁 （英文）
- 《游素蘭的漫畫〈傾國怨伶〉與〈火王〉研究》– 臺灣博碩士論文知識加値系統 （繁體中文）
- 《漫畫在通識教育中之運用：解讀游素蘭〈傾國怨伶〉、〈火王〉漫畫中的身體意象 （页面存档备份，存于）》– COnnecting REpositories（英语：COnnecting REpositories） （繁體中文）